# 巴比伦要塞
巴比伦要塞（希臘語：Βαβυλών），位于尼罗河流域的古埃及的一座城堡，地处尼罗河东岸，靠近苏伊士运河的起点。巴比伦要塞是加喜特诸王的首都。巴比伦要塞最终毁于波斯人之手。

## 图库

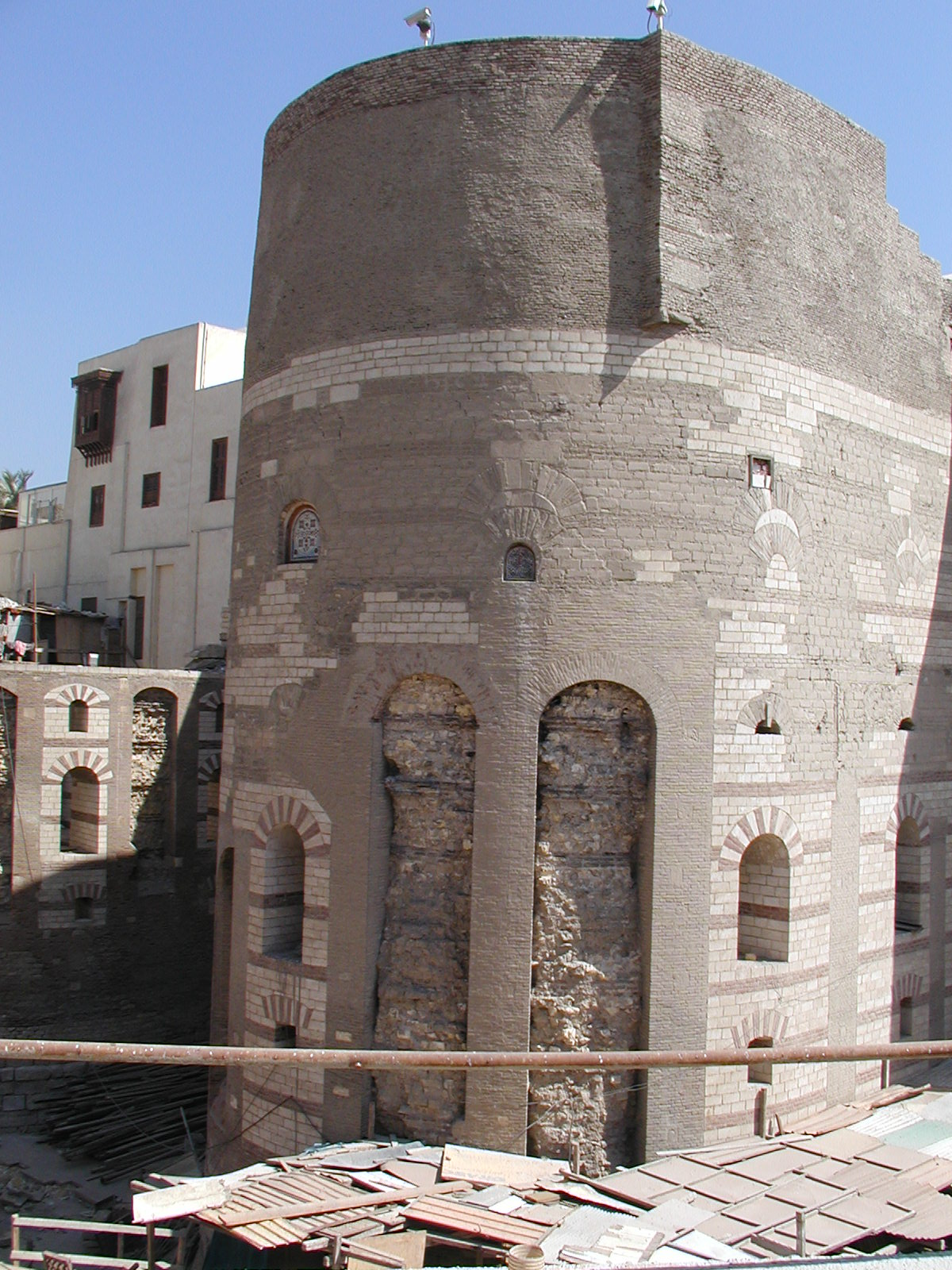
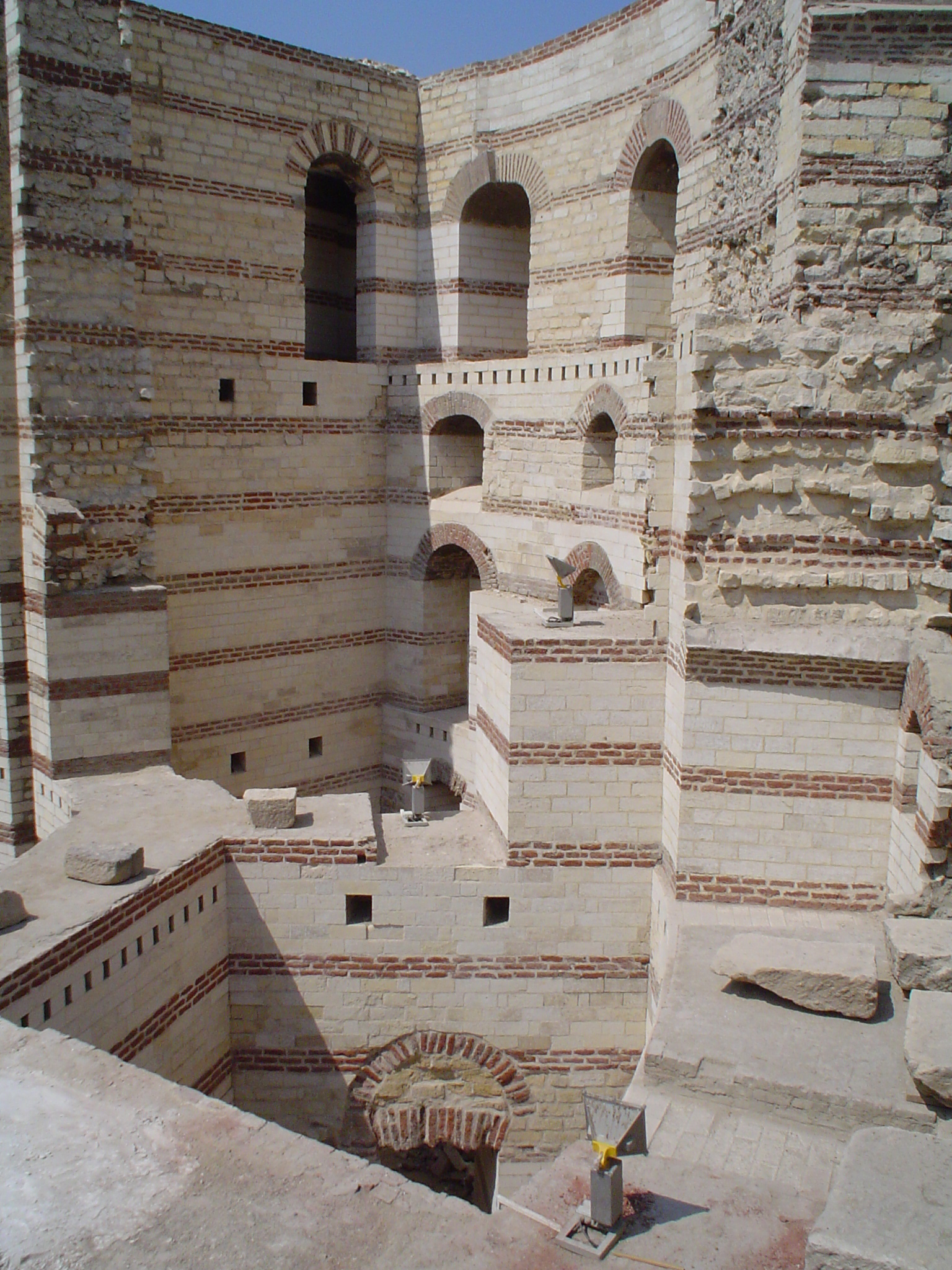
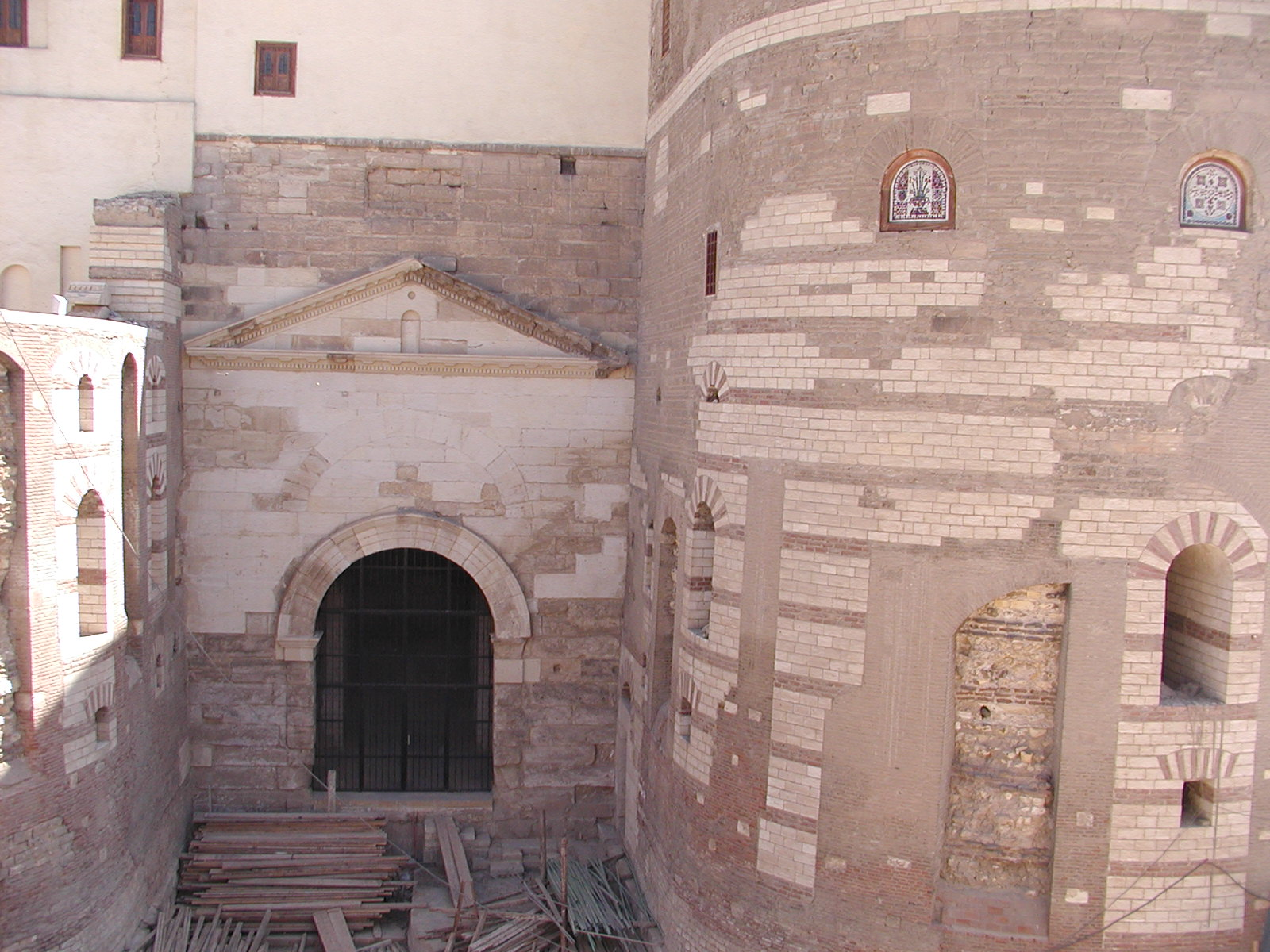
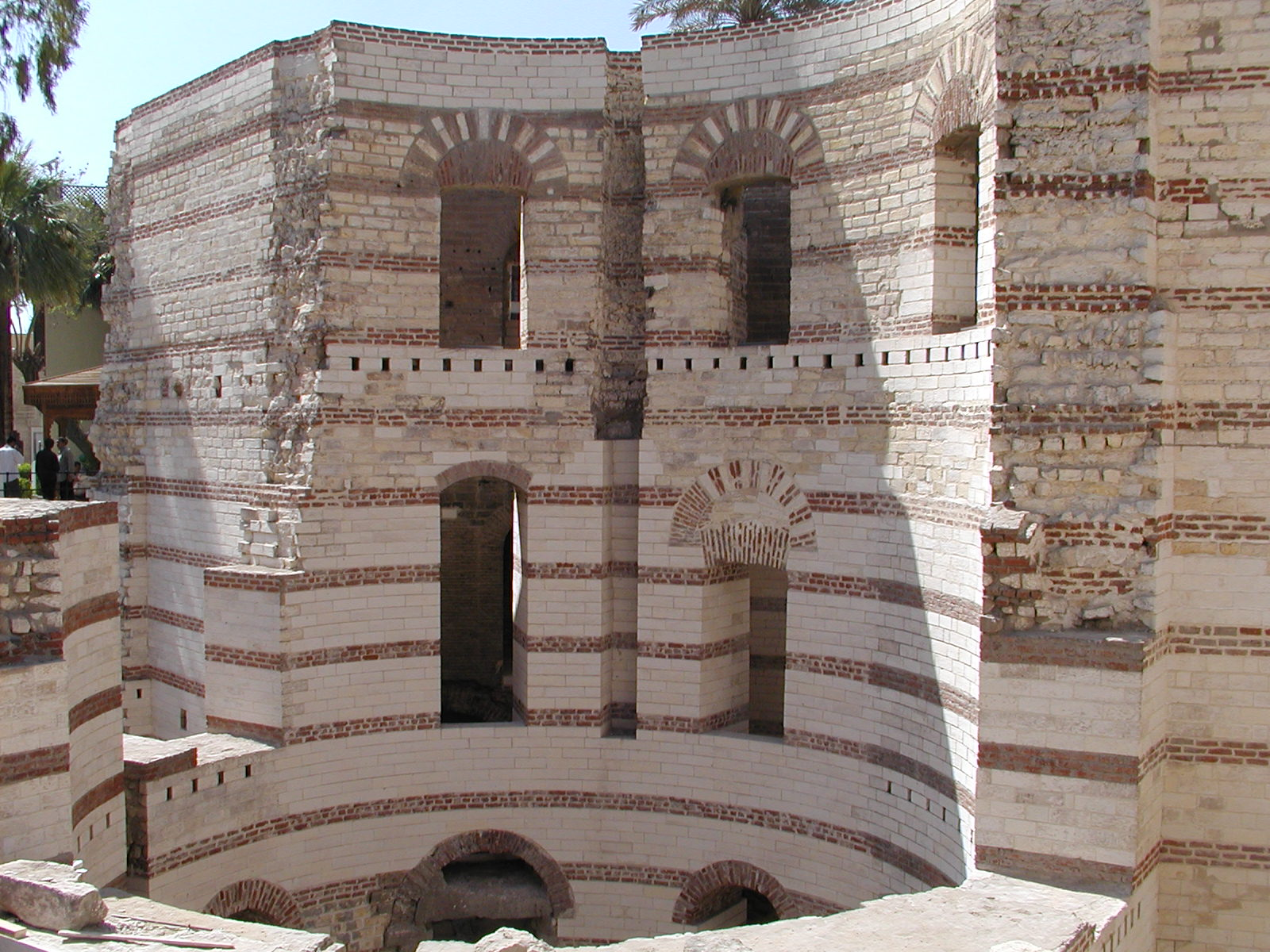